# Goldschatz von Profen
Koordinaten: 51° 8′ 0″ N, 12° 10′ 0″ O
Der Goldschatz von Profen ist eine besonders reiche und exklusive Grabbeigabe aus Gold mit einem Gesamtgewicht von 430 Gramm, die in einem Frauengrab der quadischen Elite aus der frühen römischen Kaiserzeit während der Ausgrabungen in Profen, Burgenlandkreis in Sachsen-Anhalt, im Tagebau entdeckt und in den Jahren von 2006 bis 2007 vom Landesamt für Denkmalpflege und Archäologie Sachsen-Anhalt durch Blockbergungen gehoben und untersucht wurde.
Das Frauengrab mit dem quadischen Goldschatz datiert in die Mitte des 1. Jahrhunderts n. Chr. Es handelt sich um das bislang reichste Frauengrab der frühen Römischen Kaiserzeit in der gesamten Germania magna.

## Fundbeschreibung
Zwischen Mai 2006 und September 2007 untersuchte das Landesamt für Denkmalpflege und Archäologie Sachsen-Anhalt im Tagebauvorfeld Profen ein mehrere Hektar großes Urnengräberfeld aus der frühen römischen Kaiserzeit von 85 v. Chr. bis 90 n. Chr. Die Urnengräber wurden als Blockbergungen gehoben und in der Restaurierungswerkstatt des Landesamtes untersucht.
Aus der Masse der 560 elbgermanischen Urnengräber ragt die sehr reiche Bestattung einer Germanin aus der Mitte des 1. Jahrhunderts n. Chr. hervor, die Schmuckteile aus Gold mit einem Gesamtgewicht von 430 Gramm enthielt.
In einer Urne aus Bronze fanden sich neben weiteren Grabbeigaben ein Paar goldene Fibeln als Gewandschließen, ein Paar aufgebogener Armreifen, zwei Ringe und zwei Fuchsschwanzketten mit Berlocken, das heißt zapfenförmigen Schmuckanhängern, die in Filigran- und Granulationstechnik gefertigt waren. Die äußerst reichen Grabbeigaben bezeugen die herausragende Stellung der Toten.
Erstmals gelang die Rekonstruktion des Bestattungsrituals. Die Tote erhielt ein ehrenvolles Begräbnis; reich bekleidet und geschmückt und auf ein Bärenfell gebettet, wie Reste der Krallen noch zeigen, sowie von römischem Silbergeschirr umgeben, wurde ihre sterbliche Hülle im Feuer eines Scheiterhaufens verbrannt.
Für die Analyse wurden Rasterelektronenmikroskopie, Mikroröntgenfluoreszenzanalytik und computertomographische Untersuchungen angewandt. Anhand der Verbrennungsgrade, der Schmelzperlen und der Metallteile der Tracht konnte eine Begräbnisabfolge von der Einäscherung bis zum Einbringen der Urne in den Boden ermittelt werden. Zudem erlauben die Funde die sichere Synchronisation der hiesigen Region mit dem Römischen Reich.

## Ausstellung
Die herausragenden Funde des quadischen Elitegrabes sind seit dem 20. Februar 2015 Teil der Dauerausstellung des Landesmuseums für Vorgeschichte in Halle.